# Ryan Sweeting
Pour les articles homonymes, voir Sweeting.
Ryan Sweeting, né le 14 juillet 1987 à Nassau, est un joueur de tennis américain, professionnel entre 2006 et 2015.

## Carrière
Il a remporté l'US Open junior en 2005 contre Jérémy Chardy et a atteint le 2e rang au classement mondial.
Il joue sous les couleurs des Bahamas entre 2005 et 2006 puis opte pour la nationalité américaine début 2007. Il a également participé à deux rencontres de Coupe Davis en 2005 contre les Antilles Néerlandaises et la Colombie.
En 2008, il s'adjuge son premier tournoi Challenger à Rimouski. Il en remportera deux autres à Dallas en 2009 et 2010. Il s'est aussi illustré à trois reprises en double en 2007.
Il a atteint la finale du tournoi de Houston 2009 en double avec Jesse Levine mais ils perdent contre les frères Bryan. En 2010, il se qualifie pour les huitièmes de finale du tournoi de New Haven en battant James Blake et Michael Llodra.
Il réalise sa meilleure saison en 2011. Il remporte tout d'abord son premier match depuis 2006 dans un tournoi du Grand Chelem à l'Open d'Australie contre Daniel Gimeno-Traver. Il atteint ensuite les quarts de finale à Delray Beach en éliminant Sam Querrey. Lors du Masters d'Indian Wells, il passe les qualifications et élimine Marcel Granollers et Juan Mónaco. Invité au tournoi de Houston, il parvient à se qualifier pour la finale après avoir notamment vaincu une nouvelle fois Querrey, ainsi que Teimuraz Gabashvili. Il s'impose en finale contre le Japonais Kei Nishikori. La suite de sa saison est en revanche plus délicate avec seulement 9 victoires en 29 matchs.
En 2012, hormis un quart à Houston, il ne réalise aucune performance notable. Absent du circuit depuis février 2013, il effectue un retour infructueux début 2015 et annonce le 20 août qu'il arrête sa carrière de joueur de tennis.

## Vie privée
Le 31 décembre 2013, il épouse l'actrice Kaley Cuoco, trois ans après leurs fiançailles. Ils annoncent leur séparation en septembre 2015.

## Palmarès

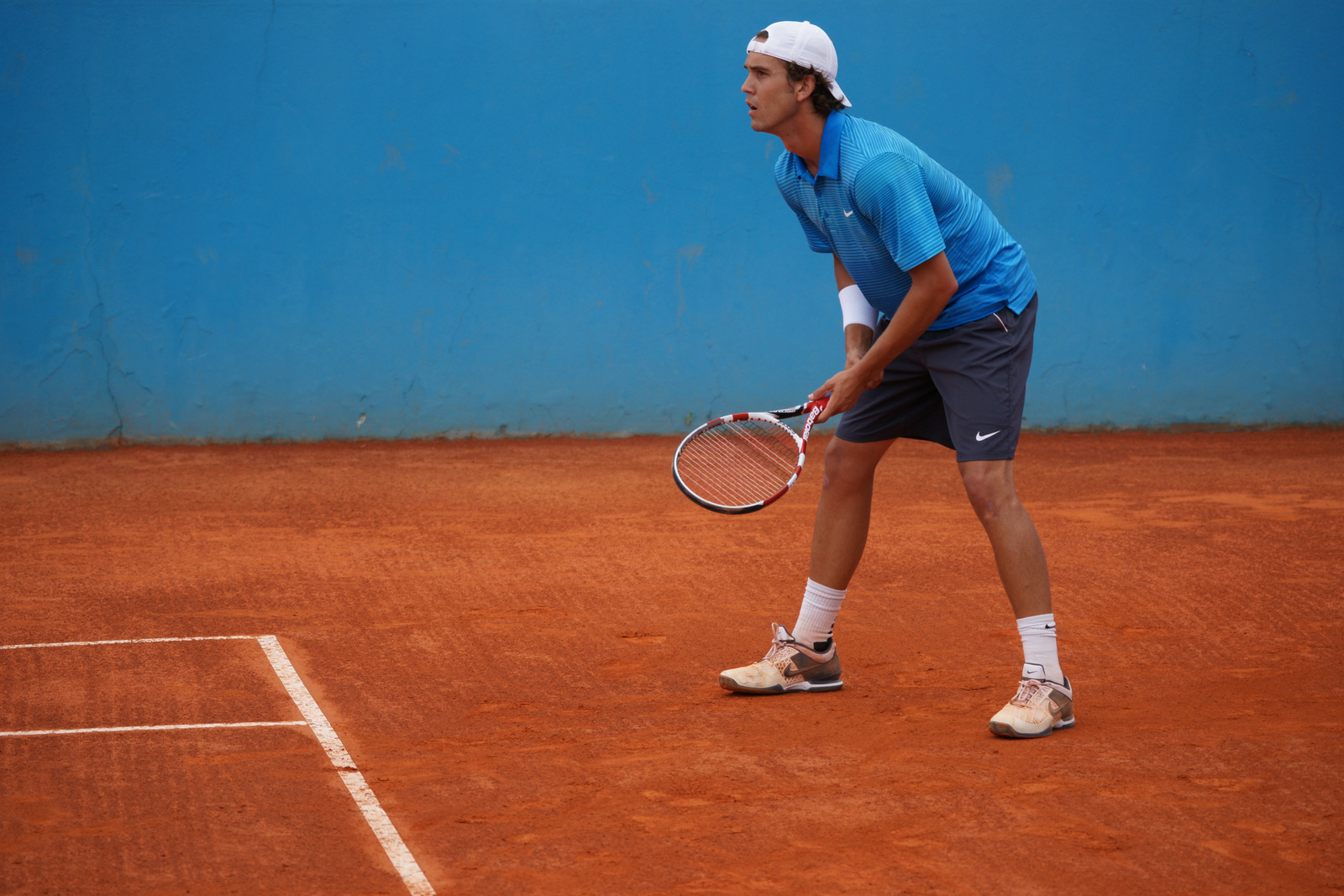
Ryan Sweeting, à l'Open de Nice 2011.

### Titre en simple (1)
| No | Date       | Nom et lieu du tournoi                    | Catégorie | Dotation  | Surface      | Finaliste     | Score     |          |
| -- | ---------- | ----------------------------------------- | --------- | --------- | ------------ | ------------- | --------- | -------- |
| 1  | 04-04-2011 | US Men's Clay Court Championship, Houston | ATP 250   | 442 500 $ | Terre (ext.) | Kei Nishikori | 6-4, 7-63 | Parcours |

### Finale en double (1)
| No | Date       | Nom et lieu du tournoi                   | Catégorie | Dotation  | Surface      | Vainqueurs           | Partenaire   | Score    |          |
| -- | ---------- | ---------------------------------------- | --------- | --------- | ------------ | -------------------- | ------------ | -------- | -------- |
| 1  | 06-04-2009 | US Men's Clay Court Championship Houston | ATP 250   | 442 500 $ | Terre (ext.) | Bob Bryan Mike Bryan | Jesse Levine | 6-1, 6-2 | Parcours |

## Parcours dans les tournois duGrand Chelem

### En simple
| Année | Open d'Australie | Open d'Australie | Internationaux de France | Internationaux de France | Wimbledon       | Wimbledon     | US Open         | US Open       |
| ----- | ---------------- | ---------------- | ------------------------ | ------------------------ | --------------- | ------------- | --------------- | ------------- |
| 2006  | —                | —                | —                        | —                        | —               | —             | 2e tour (1/32)  | O. Rochus     |
| 2007  | —                | —                | —                        | —                        | —               | —             | 1er tour (1/64) | J. Tipsarević |
| 2008  | —                | —                | —                        | —                        | —               | —             | 1er tour (1/64) | R. Karanušić  |
| 2009  | —                | —                | —                        | —                        | —               | —             | 1er tour (1/64) | M. Čilić      |
| 2010  | —                | —                | 1er tour (1/64)          | J. I. Chela              | 1er tour (1/64) | Be. Becker    | 1er tour (1/64) | R. Berankis   |
| 2011  | 2e tour (1/32)   | R. Nadal         | 1er tour (1/64)          | A. Haider-Maurer         | 2e tour (1/32)  | R. Nadal      | 1er tour (1/64) | D. Istomin    |
| 2012  | 2e tour (1/32)   | D. Ferrer        | —                        | —                        | 2e tour (1/32)  | J. Tipsarević | —               | —             |

N.B. : à droite du résultat se trouve le nom de l'ultime adversaire.

### En double
| Année | Open d'Australie            | Open d'Australie       | Internationaux de France   | Internationaux de France | Wimbledon                | Wimbledon             | US Open                     | US Open                     |
| ----- | --------------------------- | ---------------------- | -------------------------- | ------------------------ | ------------------------ | --------------------- | --------------------------- | --------------------------- |
| 2008  | —                           | —                      | —                          | —                        | —                        | —                     | 1er tour (1/32) R. Kendrick | J. Erlich A. Ram            |
| 2009  | —                           | —                      | —                          | —                        | —                        | —                     | 2e tour (1/16) J. Levine    | M. Bhupathi M. Knowles      |
| 2010  | —                           | —                      | —                          | —                        | 2e tour (1/16) J. Levine | R. Lindstedt H. Tecău | 1er tour (1/32) R. Ginepri  | R. Lindstedt H. Tecău       |
| 2011  | —                           | —                      | 1er tour (1/32) M. Russell | M. Melo B. Soares        | —                        | —                     | 1er tour (1/32) M. Shabaz   | M. Fyrstenberg M. Matkowski |
| 2012  | 1er tour (1/32) R. Harrison | C. Fleming R. Hutchins | —                          | —                        | —                        | —                     | —                           | —                           |

N.B. : le nom du ou de la partenaire se trouve sous le résultat ; le nom des ultimes adversaires se trouve à droite.

### En double mixte
| Année | Open d'Australie | Open d'Australie | Internationaux de France | Internationaux de France | Wimbledon | Wimbledon | US Open                         | US Open                   |
| ----- | ---------------- | ---------------- | ------------------------ | ------------------------ | --------- | --------- | ------------------------------- | ------------------------- |
| 2007  | -                | -                | -                        | -                        | -         | -         | 1er tour (1/16) Ashley Weinhold | V. Uhlířová Simon Aspelin |

N.B. : le nom de la partenaire se trouve sous le résultat ; le nom des ultimes adversaires se trouve à droite.

## Parcours dans lesMasters 1000
| Année | Indian Wells            | Miami                  | Monte-Carlo | Rome | Hambourg puis Madrid | Canada | Cincinnati | Madrid puis Shanghai | Paris |
| ----- | ----------------------- | ---------------------- | ----------- | ---- | -------------------- | ------ | ---------- | -------------------- | ----- |
| 2007  | —                       | 1er tour P. Goldstein  | —           | —    | —                    | —      | —          | —                    | —     |
| 2008  | —                       | 2e tour J. Mónaco      | —           | —    | —                    | —      | —          | —                    | —     |
| 2009  | 2e tour J. M. del Potro | 1er tour N. Massú      | —           | —    | —                    | —      | —          | —                    | —     |
| 2010  | —                       | 1er tour P. Petzschner | —           | —    | —                    | —      | —          | —                    | —     |
| 2011  | 3e tour R. Nadal        | 1er tour X. Malisse    | —           | —    | —                    | —      | —          | —                    | —     |
| 2012  | 2e tour F. Verdasco     | 1er tour L. Lacko      | —           | —    | —                    | —      | —          | —                    | —     |

N.B. : sous le résultat se trouve le nom de l’ultime adversaire.